# Linia D metra w Los Angeles
Linia D (D Line) – jedna z dwóch linii podziemnej kolei w systemie metra w Los Angeles i jedna spośród wszystkich sześciu linii systemu (pozostałe cztery są naziemne). Trasa linii D przebiega od Śródmieścia (Downtown) Los Angeles do dzielnicy Mid-Wilshire/Koreatown. Wraz z czerwoną linią stanowią dwie odnogi tej samej linii pokrywającej sześć wspólnych stacji. Techniczna nazwa to Linia A (A Line) albo Linia 805 (805 Line). W latach 1993–2006 nosiła nazwę Red Line (linia czerwona), a pomiędzy 2006 a 2020 nazywana była Purple Line (linia fioletowa).

## Historia
Pierwszą część od Union Station do Westlake/MacArthur Park otwarto w styczniu 1993 roku. W 1996 roku otwarto drugą część do Wilshire/Western. Jest to pozostałość po pierwotnych planach budowy tej linii, która miała iść wzdłuż Wilshire Boulevard do San Fernando Valley. W związku z problemami komunikacyjnymi miasta, w 2005 roku powrócono do idei przedłużenia linii, która teraz miałaby iść przez zachodnią część miasta do Santa Monica.

## Godziny kursowania
Pociągi kursują codziennie w przybliżeniu pomiędzy 4.45 rano a 23.30 w nocy, zaś w weekendy aż do około godziny 2.00.
- pierwszy pociąg wyjeżdża w kierunku Union Station o 4:41
- ostatni pociąg wyjeżdża w kierunku Union Station o 23:42 (o 2:01 w noc z piątku na sobotę i z soboty na niedzielę)
- pierwszy pociąg wyjeżdża w kierunku Wilshire/Western o 4:56
- ostatni pociąg wyjeżdża w kierunku Wilshire/Western o 23:27 (o 2:12 w noc z piątku na sobotę i z soboty na niedzielę)

## Lista stacji

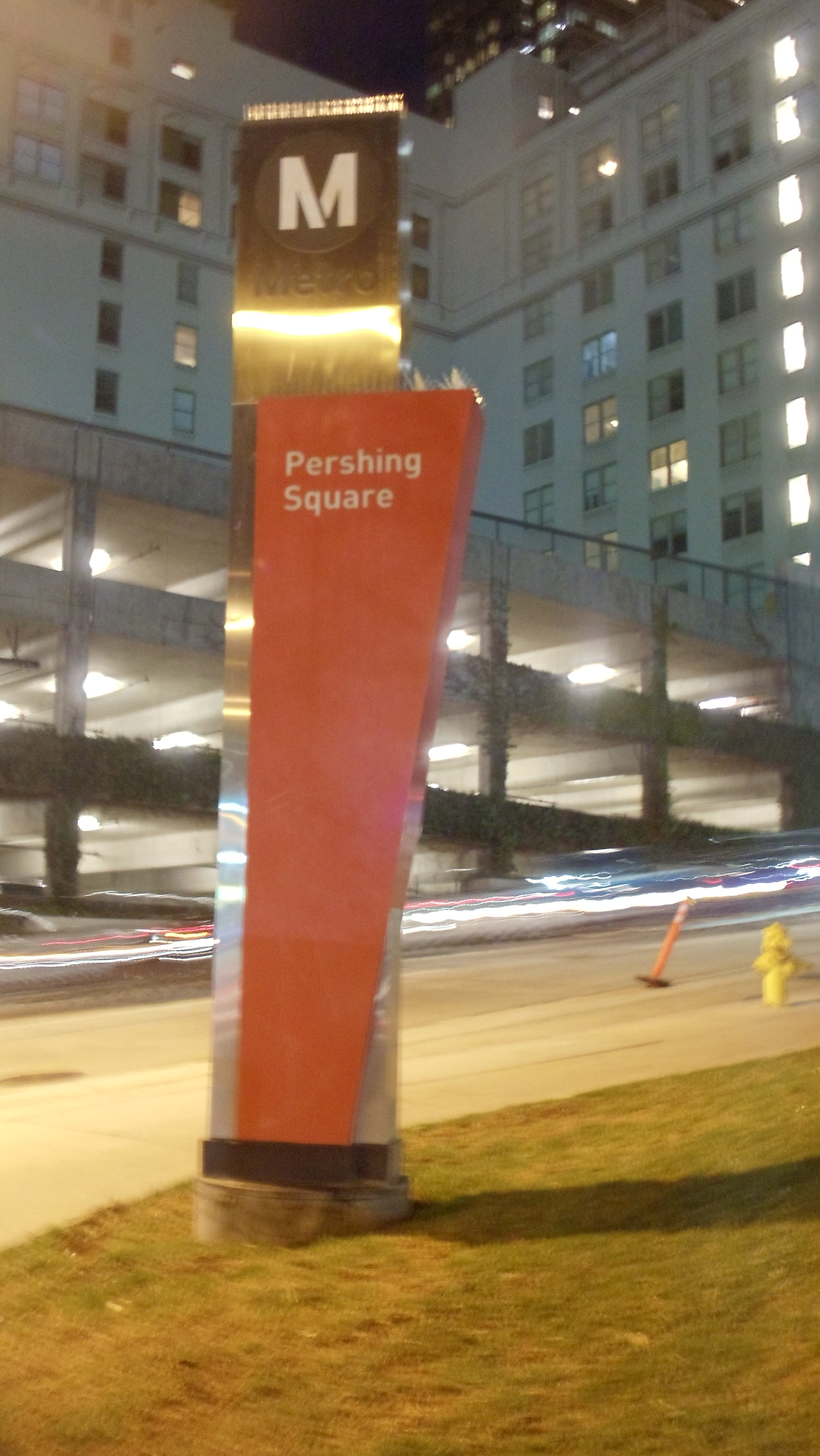
Znak stacji metra Pershing Square obsługiwanej przez pociągi linii czerwonej i fioletowej (2013)

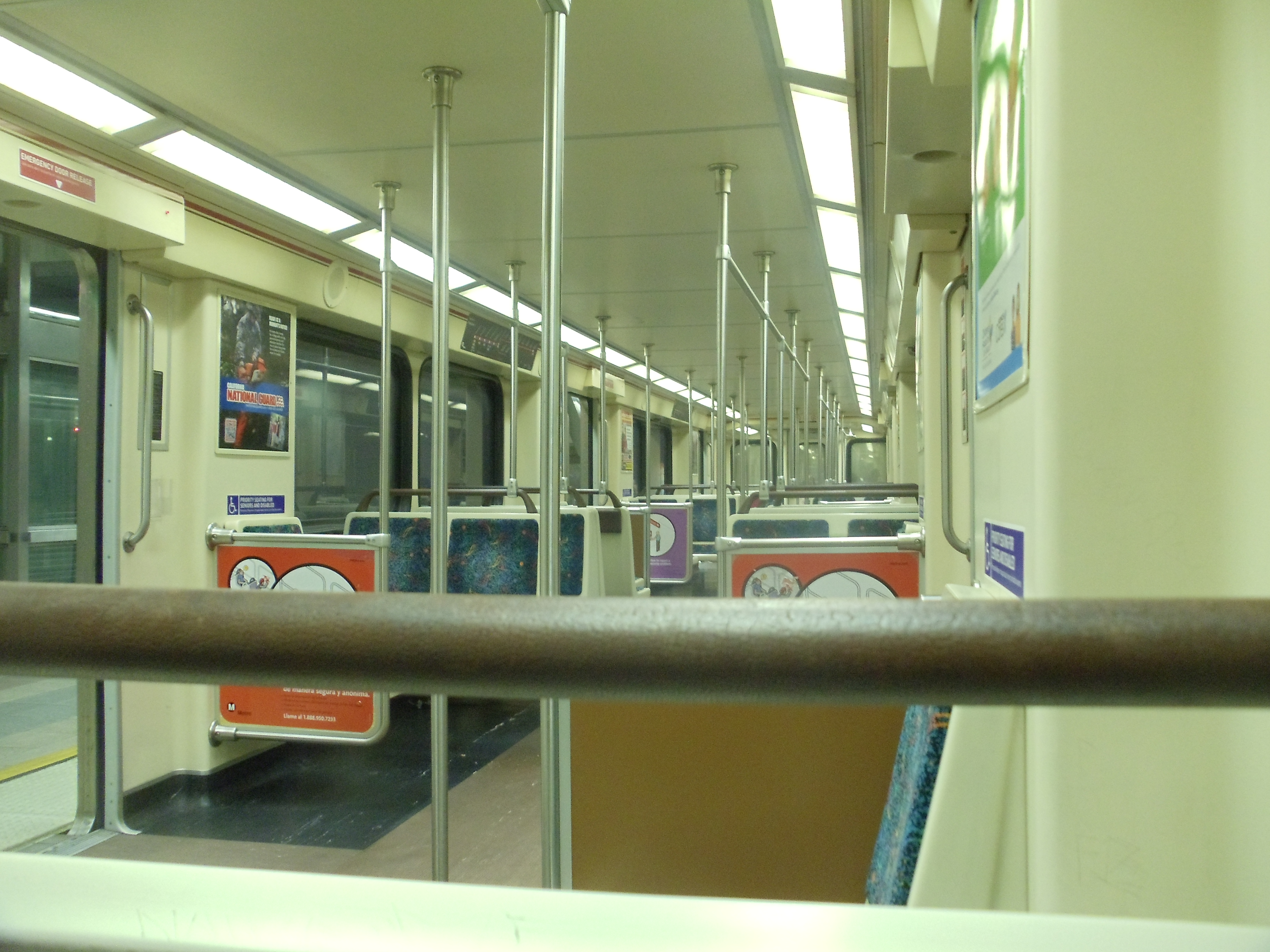
Wnętrze wagonu metra numer boczny 530 na trasie fioletowej linii (2012)

| Stacja                  | Połączenia | Data otwarcia    | Parking                               | Miasto/Dzielnica       |
| ----------------------- | --- | ---------------- | ------------------------------------- | ---------------------- |
| Union Station           | Czerwona linia Złota linia Los Angeles Metro Busway Metro Rapid: 704, 728, 730, 740, 745, 770 Foothill Transit: Silver Streak Amtrak Metrolink   | 30 stycznia 1993 | W pobliżu mieści się płatny parking   | Downtown Los Angeles   |
| Civic Center/Grand Park | Czerwona linia Los Angeles Metro Busway Metro Rapid: 714, 728, 730, 740, 745, 770, 794 Foothill Transit: Silver Streak                           | 30 stycznia 1993 | W pobliżu mieści się płatny parking   | Downtown Los Angeles   |
| Pershing Square         | Czerwona linia Los Angeles Metro Busway Metro Rapid: 714, 720, 728, 730, 740, 745, 753, 770, 794 Foothill Transit: Silver Streak Angels Flight   | 30 stycznia 1993 | W pobliżu mieści się płatny parking   | Downtown Los Angeles   |
| 7th St/Metro Center     | Czerwona linia Niebieska linia Los Angeles Metro Busway Metro Rapid: 714, 720, 753, 760, 770 Metro Express: 450X Foothill Transit: Silver Streak | 30 stycznia 1993 | Brak                                  | Downtown Los Angeles   |
| Westlake/MacArthur Park | Czerwona linia Metro Rapid: 720 | 30 stycznia 1993 | Brak                                  | Westlake               |
| Wilshire/Vermont        | Czerwona linia Metro Rapid: 720, 754, 920 | 13 lipca 1996    | W pobliżu znajduje się płatny parking | Mid-Wilshire/Koreatown |
| Wilshire/Normandie      | Metro Rapid: 720 | 13 lipca 1996    | Brak                                  | Mid-Wilshire/Koreatown |
| Wilshire/Western        | Metro Rapid: 710, 720, 757, 920 | 13 lipca 1996    | Brak                                  | Mid-Wilshire/Koreatown |